# Утробата
Утробата е древно пещерно светилище, с несигурна датировка поставена в широки граници от Каменно-медната епоха до Бронзовата епоха. Обектът се намира близо до село Илиница, в местността Тангардък кая, на около 12 km северозападно от Кърджали.
Представлява естествен хоризонтален процеп в скала, който е бил допълнително изсечен и оформен от човешка ръка, наподобяващ на матка (утроба). Редица археолози, изследващи пещерата Утроба, са възприели наименованието на местността Тангардък кая за официално наименование на обекта.

## Описание
Височината на отвора е 3 m, ширината 2,5 m, а дълбочината – около 22 m. В дъното на пещерата се забелязва издълбан олтар, който е висок малко повече от метър. В горната част на пещерата има пукнатина, през която за няколко минути всеки ден в 12 часа прониква слънчев лъч. Това явление е тълкувано като оплождане, свещеният брак между скалата и Слънцето, възраждането на живота от някои български траколози.
Пещерата е образувана в обособен карстов скален масив, недалеч от хребета на рида Илиница. Скалите са кредни варовици, подложени на силното влияние на ендогенните сили (тектонски движения). Процесите на физическо и химическо изветряне са довели до образуването на входна част – уширена тектонска цепнатина, в основата на която има няколко малки тераси. По-късно, по направление на основната тектонска пукнатина е създадена изкуствена галерия с дължина 12 м и средна ширина 1,5 м. В основата на скалата, по направление на цепнатината е изсечен силно наклонен коридор, водещ към входа на пещерата. На нивото на пода на пещерната галерия входният отвор е уширен в основата си и неговото вертикално сечение, гледано отвътре навън има формата на елипса с голям ексцентриситет. Дъното на пещерата е оформено своеобразно с изсичане на малка площадка и очевидно има олтарни функции.

## Откритие
Официалното откриване на обекта за археолозите е благодарение на учителят спелеолог Минчо Гумаров от Кърджали, който пази в тайна местоположението на пещерата цели осем години по съвет на директора на Историческия музей в гр. Кърджали – Павел Петков. Той бил първият, когото Гумаров информира за местоположението и предназначението на пещерата.
Местоположението на пещерата е посочено на Гумаров от местни пастирки на кози на 20 март 1994 година.
През 2002 г. Минчо Гумаров убеждава доц.Николай Овчаров, че трябва да посети една пещера, която се намира в близост до село Ненково. Археологът дълго се колебаел преди да тръгне към пещерата, въпреки това решил да разгледа мястото. Доц. Овчаров е скептичен, докато не съзира издълбани ниши издълбани край входа, характерни за светилищата в района.
На място Николай Овчаров има възможност да наблюдава явление, което той интерпретира като т.нар. „символично оплождане“ на Богинята Майка от Бога-Слънце, когато точно в 12:00 часа на обяд прониква в утробата и под формата на гигантски светлинен фалос започва да пълзи към олтара в дъното на пещерата. Ритуалът е частичен, защото само в определен ден в годината слънцето стига до олтара-матка. Изследвайки астрономическите обстоятелства на тези кулминации, Алексей Стоев и Пенка Мъглова по-късно отбелязват факта, че проекциите на лятното Слънце са къси и се движат в при входната част на пещерата. Дългите проекции могат да се реализират само когато Слънцето има отрицателни деклинации, което се получава през зимния сезон. Като се използват данните от Постоянната част на Астрономическия календар, се изчислява максималната височина на Слънцето по време на неговата горна и долна кулминация.

## Произход на името
В превод от местен турски диалект „тангардък кая“ означава „гърмящата“ или „шумящата“ скала. По средата на пещерата е издълбан полусферичен купол, който придава на акустиката на помещението особено звучене, което обаче резонира само на ниски мъжки гласове – по цялото протежение на кухината се разнася звук, подобен на гръм. Така местното турскоезично население е дало името на пещерата.

## Пещери-утроби
Според учените, пещерите утроби датират още от Каменно-медната епоха, в IV хилядолетие пр. Хр. Изграждането им е свързано с култа към женското плодородие. Дълги години археолозите търсят пещери-утроби, споменати от древногръцките автори. Според повечето писмени извори от древността се споменава, че това са храмове на Богинята-майка. Култът се свързва с т.нар. хиерогамия – вярата, че за да започне Новата година според религиозната концепция на древните траки, царят-жрец трябва символично да умре и да се прероди.
Траколозите описват този ритуал по следния начин – Царят-жрец се изкачва високо в планината, на скалите, където в жертва се принася едро черно животно – козел, кон или бик. Това символизира неговата смърт. След това влиза в символичен брак с Богинята-майка, опложда я и така започва новия свят. Идеята е синът-любовник влязъл в полов контакт с майката, в пещерата-утроба. Този ритуал се извършва през януари-февруари, когато са и дионисиите, или вакханалиите (кукерските игри). Николай Овчаров е категоричен, че пещерата Утробата е светилище на великата богиня-майка, в което е изпълняван тракийския ритуал на жертвоприношението, но хипотезата му не е подкрепена с конкретни научни доказателства и на този етап е само възможна интерпретация.

## Археологически проучвания
След първоначалният оглед доц. Овчаров кани известния украински археолог-спелеолог Тимур Бобровски да изследва обекта. При изследването Бобровски открива, че разположението на пещерата е юг-север, като отворът е от юг. Дължината е точно 22 метра. До дълбочина 16 m. пещерата е естествено карстова, но последните 6 m. са издълбани от човешка ръка.
За археолозите няма съмнение, че са открили Пещерата утроба – дълго търсеният храм на Великата богиня – майка, който се споменава в няколко антични извори.
Вътре в пещерата не са открити никакви археологически находки, но на скалното плато над нея по разкази на местното население иманяри са изравяли статуетки. Жители на околните села показали на доц. Овчаров керамични съдове и меден котел. Разказали, че в котела имало животински кости, които изхвърлили. Керамичните фрагменти, намерени на платото, са датирани от времето на скалния град Перперикон и Праисторическият светилищен комплекс Кая башъ край с.Татул. Овчаров твърди, че върху един от керамичните съдове, намерени край Тангардък кая, е открит надпис на Линеар А (писмеността регистрирана от учените за пръв път върху диска открит във Фестос, о-в Крит, Гърция). Археолозите предполагат, че над пещерата е имало селище.
След първоначалният оглед на древното скално изсечено светилище доц. Овчаров установява, че в северния край на галерията е издълбана полукръгла ниша с дупка в центъра, а когато се погледне в дупката, се виждат всички елементи, включително и отвора, който представлява матката.
Според него главната цел на древните архитекти била слънчевите лъчи под формата на „слънчев фалос“, да достигнат до 22-рия метър на пещерата, където е олтарът, което се случва само по пладне по време на Зимното слънцестоене..

## Археоастрономически проучвания
Резултатите от изследванията на Алексей Стоев и Пенка Мъглова показват, че тази пещера-светилище може да се свърже с изповядването на култа към Великата богиня-майка – веднъж годишно слънчевият лъч прониква в олтара, олицетворявайки свещения ѝ брак със Слънцето. Освен това, своеобразното светилище могло да служи като инструмент за определяне на продължителността на годината и нейното начало с достатъчна точност. Системното наблюдение на положенията на входните проекции на Слънцето по време на ежедневните кулминации позволява да се броят дните между зимното и лятното слънцестоене. Тази процедура би улеснила много създаването и използването на примитивен календар и измерването на времето с единици, по-големи от денонощие, свързано с икономическите, религиозни и битови изисквания на обществото в тази епоха.
Николай Дерменджиев не е съгласен с хипотезата на Стоев и Мъглова, защото според наблюденията, извършени от него на място, дори по време на зимното слънцестоене, когато светлината на Слънцето прониква най-дълбоко в пещерата (по време на местния обед), т.нар. „фалос“ от слънчеви лъчи не може да достигне до „утробата-олтар“, за я „покрие“, т.е. „оплоди“. Това според Дерменджиев е озадачаващо, тъй като „инцеста“ между мъжкото (слънчевото) и женското (лунното) начало би следвало по презумпция да се повтаря ежегодно. Дерменджиев подчертава, че би следвало да се проведе специализирано археостраномическо изследване, което да изясни връзката на обекта с движението на небесното тяло, тъй като Луната е другото голямо небесно светило, което е способно да осветява предмети и да хвърля сенки. (В тази връзка невярно и подвеждащо е твърдението на проф. Валерия Фол, че през периода 2000 – 1000 г. пр. Хр., влизащата през входа светлина, по времето на Зимното слънцестоене, е достигала олтара-утроба.)
Според Николай Дерменджиев подът на пещерата, който е частично разкрит, вероятно крие останки от изкуствена обработка, което се потвърждава от предварителните наблюдения на геолози показват, че в някои сектори скалата е търкана с абразиви (действие е характерно за мегалитните паметници от Западна Европа и „каменните баби“ от степите на Украйна, от района на Евразия, използвани от скитите). Големите камъни-ортостати първоначално са оглаждани с търкане, след което върху загладената повърхност са отбелязвани с клин необходимите знаци. Очевидно целта на едно такова заглаждане, на иначе много грубата скална повърхност, е имало за цел да оформи една равна приемателна (за светлите проекции) повърхност. Дерменджиев предполага, че върху пода на пещерата вероятно са отложени съответните (неоткрити) „приемни маркери“, за които няма съмнение, че след разчистването ще бъдат документирани. Той подчертава, че анализът на ъглите, под които светлината на Слънцето и Луната попада в тези маркери, ще даде яснота за астрономическите стойности на паметника. Според него почти е сигурна бъдеща констатация и заключението, че по време на минимална деклинация светлината на Луната „докосва“ „утробата-олтар“ разположен в дъното на пещерата. Дерменджиев е убеден, че тази констатация ще изправи учените пред възможността да анализират архаични митологични пластове, които лежат в основата на самия фундамент от идеи, свързан с „появата на света“ и „началото на времето“.

## В популярната култура
„Храмът-утроба“ е предмет на голям медиен интерес откакто е документиран за археологията през 2003 г. Една от най-често разискваните теми в българското интернет пространството, е правото на „откривателството“ върху обекта.
Приписването на „откритието“ на Пещерата утроба Тангардък кая от някои медии на Николай Овчаров често буди негативни реакции. Действително истински откривател на обекта е Минчо Гурманов, който пръв разкрива откритието си на Овчаров, който от своя страна го документира за българската археология..
Мястото се радва и на голям интерес от туристите и е последователно популяризирано от Община Кърджали и Николай Овчаров..
През 2014 г. се появява информация, че „пещерата Утроба се е уредила със собствен жрец“. Оказва се, че това е руският гражданин Владимир Овсянников от гр. Калуга (Русия), който заявява пред някои медии, че има тибетско монашеско посвещение. Овсянников посещава пещерата поне два-три път седмично, като междувременно пътува до Москва и отново се връща в България, за да посети мястото. По неговите думи, той е информирал за необикновената енергия на българската пещера и известната с екстрасензорните си способности Джуна.
Според други медии ясновидци и екстрасенси пращат бездетни двойки от Западна Европа и Северна Америка точно в тази пещера. Местните екскурзоводи разказват за двойки от САЩ, Канада и Италия, които идват да търсят лек срещу безплодие в пещерата Утроба. Семейство американци тръгнали да се изкатерят по стръмния маршрут до мястото. Мъжът обаче не могъл да се изкачи и само съпругата му се добрала до пещерата. Тя престояла няколко часа вътре медитирайки. Според Овсянников съвсем не е мит, че енергийните вихри и полета могат да излекуват безплодие. Заради регулиращите потенциали на мястото според него лекуването на безплодие в напълно възможно
В социалната мрежа facebook потребители са организирали страница на почитателите на Пещерите утроби.
Публикуването на откритието на археологическия обект Тангардък кая и активното медийно отразяване на тази новина води до своеобразен бум в „откривателството“ на пещери-утроби на територията на България след 2002 г. Подобни скално-оформяни от древните пещери са регистрирани между с.Ночево и с.Йончово – обектът е наречен от местното население Пармъклъ кая; с.Бенковски (Община Златоград) – регистрирана още от проф.Мечислав Домарадски в началото на 1990-те; Филиповската пещера (до с. Филиповци); Пещерата Утроба под Вълчаново кале в рамките на резерват Ропотамо, триделната пещера-утроба разположена до с.Татул в близост до скално-култовия комплекс със същото име, в рамките на скално-култовия комплекс Харман кая и на територията на скално-култовия комплекс край с.Ковил.

## Пътеводител
За да се стигне до Пещерата Утроба, от Кърджали се шофира в посока към селата Дъждовница и Пъдарци. Следва се пътят след село Пъдарци и се подминава хижа Боровица. Малко след хижата (1 – 2 km) вдясно е поставена дървена табела, обозначаваща пътеката към пещерата. Изкачването до обекта трае около 1 час и е препоръчително посетителите да са снабдени с бутилки вода. Изградени са 4 места за отдих. Пътеката приключва с кратко катерене по скали, огрявани от слънцето.